# Ocotlajapa
Ocotlajapa är en ort i Mexiko.   Den ligger i kommunen Atlahuilco och delstaten Veracruz, i den sydöstra delen av landet, 230 km öster om huvudstaden Mexico City. Ocotlajapa ligger 2 208 meter över havet och antalet invånare är 131.
Terrängen runt Ocotlajapa är kuperad åt sydväst, men åt nordost är den bergig. Runt Ocotlajapa är det ganska tätbefolkat, med 93 invånare per kvadratkilometer. Närmaste större samhälle är Río Blanco, 19,9 km norr om Ocotlajapa. I omgivningarna runt Ocotlajapa växer i huvudsak blandskog.